# Xã Little Britain, Quận Lancaster, Pennsylvania
Xã Little Britain (tiếng Anh: Little Britain Township) là một xã thuộc quận Lancaster, tiểu bang Pennsylvania, Hoa Kỳ. Năm 2010, dân số của xã này là 4.106 người.